# Epiroc
 (juillet 2022).
Epiroc AB est un fabricant suédois d'équipements miniers et d'infrastructures. Son siège social est situé à Stockholm, et ses usines de fabrication en Suède, aux États-Unis, au Canada, en Australie, en Chine, en Inde, au Japon et en Allemagne.

## Histoire
Epiroc a ses racines chez Atlas Copco, qui a été fondée en 1873 à Stockholm. Elle a été créée à la suite de la décision d'Atlas Copco de scinder son activité historique d'équipements miniers. Atlas Copco a commencé à produire des foreuses en 1905. En janvier 2017, le conseil d'administration d'Atlas Copco a décidé de proposer à l'assemblée générale annuelle que la société soit scindée et que les activités minières et d'infrastructure soient répertoriées comme une société distincte en 2018. Epiroc a été officiellement créée le 1er janvier 2018 et a ensuite été cotée à la bourse Nasdaq de Stockholm le 18 juin 2018.
Epiroc opère 5 divisions axées sur leur application respective de l'ingénierie minière et du support de service.
- Surface
- Sous-sol
- Outils et pièces jointes
- Pièces et services
- Technologie & Numérique

## Produits et services
Epiroc propose une gamme de produits d'appareils de forage, d'outils de forage de roche, de camions et de chargeurs, d'équipements de forage ascendant, d'accessoires d'excavatrice, d'équipement d'excavation de roche, d'outils de renforcement de roche et de système de ventilation de mine souterraine et de contrats de service liés à la maintenance de l'équipement.